# Hylaeus albonotatus
Hylaeus albonotatus is een vliesvleugelig insect uit de familie Colletidae. De wetenschappelijke naam van de soort is voor het eerst geldig gepubliceerd in 1871 door Walker.